# Mortero autonivelante
El mortero autonivelante es un tipo de mortero muy líquido, utilizado como base para diversos tipos de suelos (moquetas, suelos vinílicos, suelos laminados, etc.).

## Composición
Los morteros autonivelantes se empezaron a desarrollar desde la década de los 70.
Este producto, al igual que el resto de morteros, se compone de cemento o anhidrita y arena de granulometría fina. Sus características especiales se deben al uso de aditivos que le confieren mayor fluidez, lo que facilita un acabado más liso y nivelado.
A pesar de su nombre, este tipo de morteros no se nivelan ellos solos, sino que es necesario alisarlos manualmente.
Los aditivos utilizados más frecuentemente son:
- Superfluidificantes, para obtener un material más fluido y fácil de extender.
- Reductores de retracción, para limitar la retracción provocada por la gran cantidad de agua de la mezcla.
- Aireantes, para mejorar la plasticidad del material, y disminuir la densidad del material.
- Modificadores de viscosidad, para evitar que el árido se decante hasta el fondo.

El empleo de estos aditivos reduce ligeramente la resistencia de este tipo de morteros frente a los morteros convencionales, y su tiempo mínimo de secado es de más de 24 horas.

## Uso en construcciones
Los morteros autonivelantes generalmente son usados en obras donde se requiere instalar anclajes de pernos en maquinaria para la industria, para la nivelación de platinas y apoyos de máquinas, columnas, vigas, entre otros elementos estructurales.
También son usados para la reparación de concreto, en estructuras dañadas por ataques climáticos, estructuras con salitre, para este tipo de reparaciones se puede usar mortero líquido para mayor rapidez y protección de la estructura.

## Preparación de la superficie
- Todas las superficies que estarán en contacto con el mortero deberán estar limpias, sanas y libres de grasa, polvo, partes sueltas u otras materias que impidan su adherencia.
- Antes de colocar el mortero la superficie debe saturarse con agua evitando encharcamientos.
- Las superficies metálicas deben estar limpias, libres de grasa, óxido, pinturas defectuosas u otros materiales extraños.,